# Wayne Primeau
Wayne Michael Primeau, född 4 juni 1976, är en kanadensisk före detta professionell ishockeyforward som tillbringade 15 säsonger i den nordamerikanska ishockeyligan National Hockey League (NHL), där han spelade för Buffalo Sabres, Tampa Bay Lightning, Pittsburgh Penguins, San Jose Sharks, Boston Bruins, Calgary Flames och Toronto Maple Leafs. Han producerade 194 poäng (69 mål och 125 assists) samt drog på sig 789 utvisningsminuter på 774 grundspelsmatcher. Primeau spelade även för Rochester Americans i American Hockey League (AHL) och Owen Sound Platers och Oshawa Generals i Ontario Hockey League (OHL).
Han draftades av Buffalo Sabres i första rundan i 1994 års draft som 17:e spelare totalt.
Primeau är yngre bror till Keith Primeau och farbror till Cayden Primeau samt svåger till Derrick Smith. Alla har spelat alternativt spelar i NHL.

## Statistik
| Källa: Utv = Utvisningsminuter | Källa: Utv = Utvisningsminuter | Källa: Utv = Utvisningsminuter |                                                       | Grundserie                                            | Grundserie                                            | Grundserie                                            | Grundserie                                            | Grundserie                                            |                                                       | Slutspel                                              | Slutspel                                              | Slutspel                                              | Slutspel                                              | Slutspel |
| Säsong                         | Lag                            | Liga                           | Matcher                                               | Mål                                                   | Assists                                               | Poäng                                                 | Utv                                                   | Matcher                                               | Mål                                                   | Assists                                               | Poäng                                                 | Utv                                                   |                                                       |          |
| ------------------------------ | ------------------------------ | ------------------------------ | ----------------------------------------------------- | ----------------------------------------------------- | ----------------------------------------------------- | ----------------------------------------------------- | ----------------------------------------------------- | ----------------------------------------------------- | ----------------------------------------------------- | ----------------------------------------------------- | ----------------------------------------------------- | ----------------------------------------------------- | ----------------------------------------------------- | -------- |
| 1991–1992                      | Whitby Flyers                  |                                | 63                                                    | 36                                                    | 50                                                    | 86                                                    | 96                                                    | —                                                     | —                                                     | —                                                     | —                                                     | —                                                     |                                                       |          |
| 1992–1993                      | Owen Sound Platers             | OHL                            | 66                                                    | 10                                                    | 27                                                    | 37                                                    | 110                                                   | 8                                                     | 1                                                     | 4                                                     | 5                                                     | 0                                                     |                                                       |          |
| 1993–1994                      | Owen Sound Platers             | OHL                            | 65                                                    | 25                                                    | 50                                                    | 75                                                    | 75                                                    | 9                                                     | 1                                                     | 6                                                     | 7                                                     | 8                                                     |                                                       |          |
| 1994–1995                      | Buffalo Sabres                 | NHL                            | 1                                                     | 1                                                     | 0                                                     | 1                                                     | 0                                                     | —                                                     | —                                                     | —                                                     | —                                                     | —                                                     |                                                       |          |
|                                | Owen Sound Platers             | OHL                            | 66                                                    | 34                                                    | 62                                                    | 96                                                    | 84                                                    | 10                                                    | 4                                                     | 9                                                     | 13                                                    | 15                                                    |                                                       |          |
| 1995–1996                      | Buffalo Sabres                 | NHL                            | 2                                                     | 0                                                     | 0                                                     | 0                                                     | 0                                                     | —                                                     | —                                                     | —                                                     | —                                                     | —                                                     |                                                       |          |
|                                | Owen Sound Platers             | OHL                            | 28                                                    | 15                                                    | 29                                                    | 44                                                    | 52                                                    | —                                                     | —                                                     | —                                                     | —                                                     | —                                                     |                                                       |          |
|                                | Oshawa Generals                | OHL                            | 24                                                    | 12                                                    | 13                                                    | 25                                                    | 33                                                    | 3                                                     | 2                                                     | 3                                                     | 5                                                     | 2                                                     |                                                       |          |
|                                | Rochester Americans            | AHL                            | 8                                                     | 2                                                     | 3                                                     | 5                                                     | 6                                                     | 17                                                    | 3                                                     | 1                                                     | 4                                                     | 11                                                    |                                                       |          |
| 1996–1997                      | Buffalo Sabres                 | NHL                            | 45                                                    | 2                                                     | 4                                                     | 6                                                     | 64                                                    | 9                                                     | 0                                                     | 0                                                     | 0                                                     | 6                                                     |                                                       |          |
|                                | Rochester Americans            | AHL                            | 24                                                    | 9                                                     | 5                                                     | 14                                                    | 27                                                    | 1                                                     | 0                                                     | 0                                                     | 0                                                     | 0                                                     |                                                       |          |
| 1997–1998                      | Buffalo Sabres                 | NHL                            | 69                                                    | 6                                                     | 6                                                     | 12                                                    | 87                                                    | 14                                                    | 1                                                     | 3                                                     | 4                                                     | 6                                                     |                                                       |          |
| 1998–1999                      | Buffalo Sabres                 | NHL                            | 67                                                    | 5                                                     | 8                                                     | 13                                                    | 38                                                    | 19                                                    | 3                                                     | 4                                                     | 7                                                     | 6                                                     |                                                       |          |
| 1999–2000                      | Buffalo Sabres                 | NHL                            | 41                                                    | 5                                                     | 7                                                     | 12                                                    | 38                                                    | —                                                     | —                                                     | —                                                     | —                                                     | —                                                     |                                                       |          |
|                                | Tampa Bay Lightning            | NHL                            | 17                                                    | 2                                                     | 3                                                     | 5                                                     | 25                                                    | —                                                     | —                                                     | —                                                     | —                                                     | —                                                     |                                                       |          |
| 2000–2001                      | Tampa Bay Lightning            | NHL                            | 47                                                    | 2                                                     | 13                                                    | 15                                                    | 77                                                    | —                                                     | —                                                     | —                                                     | —                                                     | —                                                     |                                                       |          |
|                                | Pittsburgh Penguins            | NHL                            | 28                                                    | 1                                                     | 6                                                     | 7                                                     | 54                                                    | 18                                                    | 1                                                     | 3                                                     | 4                                                     | 2                                                     |                                                       |          |
| 2001–2002                      | Pittsburgh Penguins            | NHL                            | 33                                                    | 3                                                     | 7                                                     | 10                                                    | 18                                                    | —                                                     | —                                                     | —                                                     | —                                                     | —                                                     |                                                       |          |
| 2002–2003                      | Pittsburgh Penguins            | NHL                            | 70                                                    | 5                                                     | 11                                                    | 16                                                    | 55                                                    | —                                                     | —                                                     | —                                                     | —                                                     | —                                                     |                                                       |          |
|                                | San Jose Sharks                | NHL                            | 7                                                     | 1                                                     | 1                                                     | 2                                                     | 0                                                     | —                                                     | —                                                     | —                                                     | —                                                     | —                                                     |                                                       |          |
| 2003–2004                      | San Jose Sharks                | NHL                            | 72                                                    | 9                                                     | 20                                                    | 29                                                    | 90                                                    | 17                                                    | 1                                                     | 2                                                     | 3                                                     | 4                                                     |                                                       |          |
| 2004–2005                      | San Jose Sharks                | NHL                            | Spelade ej på grund av konflikt mellan NHL och NHLPA. | Spelade ej på grund av konflikt mellan NHL och NHLPA. | Spelade ej på grund av konflikt mellan NHL och NHLPA. | Spelade ej på grund av konflikt mellan NHL och NHLPA. | Spelade ej på grund av konflikt mellan NHL och NHLPA. | Spelade ej på grund av konflikt mellan NHL och NHLPA. | Spelade ej på grund av konflikt mellan NHL och NHLPA. | Spelade ej på grund av konflikt mellan NHL och NHLPA. | Spelade ej på grund av konflikt mellan NHL och NHLPA. | Spelade ej på grund av konflikt mellan NHL och NHLPA. | Spelade ej på grund av konflikt mellan NHL och NHLPA. |          |
| 2005–2006                      | San Jose Sharks                | NHL                            | 21                                                    | 5                                                     | 3                                                     | 8                                                     | 17                                                    | —                                                     | —                                                     | —                                                     | —                                                     | —                                                     |                                                       |          |
|                                | Boston Bruins                  | NHL                            | 50                                                    | 6                                                     | 8                                                     | 14                                                    | 40                                                    | —                                                     | —                                                     | —                                                     | —                                                     | —                                                     |                                                       |          |
| 2006–2007                      | Boston Bruins                  | NHL                            | 51                                                    | 7                                                     | 8                                                     | 15                                                    | 75                                                    | —                                                     | —                                                     | —                                                     | —                                                     | —                                                     |                                                       |          |
|                                | Calgary Flames                 | NHL                            | 27                                                    | 3                                                     | 4                                                     | 7                                                     | 36                                                    | 6                                                     | 0                                                     | 2                                                     | 2                                                     | 14                                                    |                                                       |          |
| 2007–2008                      | Calgary Flames                 | NHL                            | 43                                                    | 3                                                     | 7                                                     | 10                                                    | 26                                                    | 7                                                     | 1                                                     | 0                                                     | 1                                                     | 4                                                     |                                                       |          |
| 2008–2009                      | Calgary Flames                 | NHL                            | 24                                                    | 0                                                     | 4                                                     | 4                                                     | 14                                                    | —                                                     | —                                                     | —                                                     | —                                                     | —                                                     |                                                       |          |
| 2009–2010                      | Toronto Maple Leafs            | NHL                            | 59                                                    | 3                                                     | 5                                                     | 8                                                     | 35                                                    | —                                                     | —                                                     | —                                                     | —                                                     | —                                                     |                                                       |          |
| NHL totalt                     | NHL totalt                     | NHL totalt                     | 774                                                   | 69                                                    | 125                                                   | 194                                                   | 789                                                   | 90                                                    | 7                                                     | 14                                                    | 21                                                    | 42                                                    |                                                       |          |
| AHL totalt                     | AHL totalt                     | AHL totalt                     | 32                                                    | 11                                                    | 8                                                     | 19                                                    | 33                                                    | 18                                                    | 3                                                     | 1                                                     | 4                                                     | 11                                                    |                                                       |          |
| OHL totalt                     | OHL totalt                     | OHL totalt                     | 249                                                   | 96                                                    | 181                                                   | 277                                                   | 354                                                   | 30                                                    | 8                                                     | 22                                                    | 30                                                    | 25                                                    |                                                       |          |